# Ёсида (Иокогама)
Город Ёсида (яп. 吉田町) — это часть административного района Нака, расположенного в самом центре города Иокогама японской префектуры Канагава, между районами Исэдзаки и Ногэ.
Хотя в этой части города не работает почтово-адресная система Японии, Ёсида имеет собственный почтовый индекс 231-0041. Площадь составляет 0,034 км2.

## География
Основная территория Ёсиды простирается узкой полосой с северо-запада на юго-восток, а главная улица граничит со входом в город Исэдзаки, который является уже частью района Миякобаси и проходит через реку Оока, составляя в общей сложности около 250 метров. Добраться до линии JR Нэгиси, которая пересекается с линией Каннай, можно перейдя через муниципальную скоростную автомагистраль Иокогамы, проходящую над устьем реки Оока и выходящую напрямую к мосту Ёсида, под которым располагается подземный торговый центр. Северная часть Ёсиды находится недалеко от станций Сакурагитё и Хинодехо на главной линии Кэйкю. На юго-западе от города к району «красных фонарей» Фукутоми примыкают районы Нисидори, Накадори и Хигасидори.

## История
До раннего периода Эдо деревня Иокогама, включающая в себя город Ёсида и располагавшаяся в устье реки Оока, была заново отстроена Канбэ Ёсидой в 1656 году (второй год эры Мэйрэки). Город Ёсида находился в северо-восточной части деревни Иокогама. Порт Иокогама был открыт в 1859 году (шестом году эры Ансэй) и раполагался в то время от Токайдо до моста Хиранума, пересекая Ногэдзаку и обрываясь у местечка Ногэбаси (в настоящее время Миякобаси). Из Ёсиды можно было через район Отабаси (в настоящее время Ёсидабаси) выйти к порту Иокогама. В том же году была проложена дорога, связавшая несколько мелких поселений воедино.
Сразу после открытия на порт Иокогамы участились нападения со стороны группировок ронинов. Положение спас английский посол в Японии — Резерфорд Олкок, занявшийся постройкой шести оборонительных рубежей на границе Ёсинабаси, заручившись поддержкой сёгуната. С тех пор северная область внутри защитных сооружений называется Каннай, а области снаружи — Канкэй. Основная часть города Ёсида была возведена уже к 1862 году (первому году эры Гендзи) в области Канкэй. Развитию района поспособствовало решение городского магистрата Эдо от 1858 года об установлении с портом Иокогамы прочных экономических связей, основанных на оптовых закупках, лимит которых годом позже был пересмотрен сёгунатом с целью расширить торговую систему региона и привлечь внимание нации.
В 1873 году (шестой год эры Мэйдзи) Ёсида вошла в число первых пяти официально признанных районов Иокогамы, а в 1875 году была реформирована по новой системе формирования малых округов и поделена на четыре части. Однако в 1878 году старые муниципалитеты были возрождены. Согласно топографической карте Иокогамы, составленной Собэем Моги в 1880 году, области Ёсида и Янаги выделялись в отельные административные образования. Современные очертания Ёсида обрела только в 1889 году, когда в её состав вошёл Янаги. В 1928 году (третий год эры Сёва) район Чумэ был упразднён и позже войшёл в состав Ёсиды, а изначально задуманная перепланировка улиц так и не состоялась.
В 1868 году в городе Ёсида располагались два постоялых двора, магазины, торгующие соба и суши, и пять ресторанов. Из них ресторан «Сирукоя» сохранился до сих пор. Вдоль реки Оока начала развиваться деревообрабатывающая промышленность. Примерно в середине эпохи Мэйдзи район Каннай наводнили группы эмигрантов, поселившись внутри благотворительных магазинов, впоследствии превратив их в барахолки.
В 1918 году (седьмой год эры Тайсё) в городе Ёсида открылись несколько банков: банк Ёкосука и банк Кавасаки, что положило начало развитию системы финансовых учреждений. В 1928 году с наступлением эпохи Сёва в Ёсиду переехал сберегательный банк Наннан. Даже после слияния с банком Иокогамы в 1945 году главный офис этого банка местоположения не поменял.
Во время Великого землетрясение Канто 1923 года в городе Ёсида и прилежащих улицах произошли пожары и наводнение. В результате трагедии и несостоявшейся эвакуации жителей погибло в общей сложности около 815 человек. Сильнее Ёсиды пострадал только район Ямасита, где погибло от стихии свыше тысячи человек. До катастрофы на момент 1918 года в районе насчитывалось пяттьдесят четыре магазина, но из них только тридцать смогли проложить работу. К апрелю 1926 года работа всех пятидесяти четырёх магазинов была восстановлена. Ёсида вновь пострадала от пожаров во время Второй мировой войны 29 мая 1945 года, когда войска союзников совершили налёт на Иокогаму.

## Настоящее время
Вслед за завершением послевоенной реконструкции в 1952 году вступает в силу закон о противопожарной безопасности, в районе появилась пожарная часть, а все здания высотой в четыре этажа и выше проектировщики были обязаны отстраивать в железобетоне. Притом верхние этажи обычно использовались в качестве жилой площади, а нижние сдавались под аренду специализированным магазинам, а также галереям, барам и кафе. Стены ниижних этажей новых домов теперь покрывают антикоррозийной краской красного цвета. В 2013 году район получил престижную премию от бюро ландшафтных разработок Японии. Ёсида считается «столицей арт-искусства и джаза» и с 2000 года, в последнюю субботу октября, в городе проводят одноимённый фестиваль.

## Население и домохозяйство
В таблице представлены данные по состоянию на 31 декабря 2017 года.
| Улица города | Количество домохозяйств | численность населения |
| ------------ | ----------------------- | --------------------- |
| Ёсида        | 653 домохозяйства       | 895 человек           |

## Начальная и средняя школа
Образование в Ёсиде обеспечивают две школы. Разрешение на обучение осуществляется исходя из района проживания ребёнка.
| Местонахождение | Начальная школа                                 | Средняя школа                |
| --------------- | ----------------------------------------------- | ---------------------------- |
| Вся площадь     | Муниципальная начальная школа Хонмати, Иокогама | Средняя школа Ёсида,Иокогама |

## Достопримечательности
- Полицейский участок Ёсидаки